# Taenitis interrupta
Taenitis interrupta är en kantbräkenväxtart som beskrevs av William Jackson Hooker och Grev. Taenitis interrupta ingår i släktet Taenitis och familjen Pteridaceae. Inga underarter finns listade.